# Charles Canning
Pour les articles homonymes, voir Canning.
Charles John Canning (14 décembre 1812 - 17 juin 1862), 1er comte Canning, est un homme politique britannique qui est Gouverneur général des Indes de 1856 à 1862 et le 1er Vice-roi des Indes de 1858 à 1862, notamment pendant la Révolte des cipayes.

## Biographie

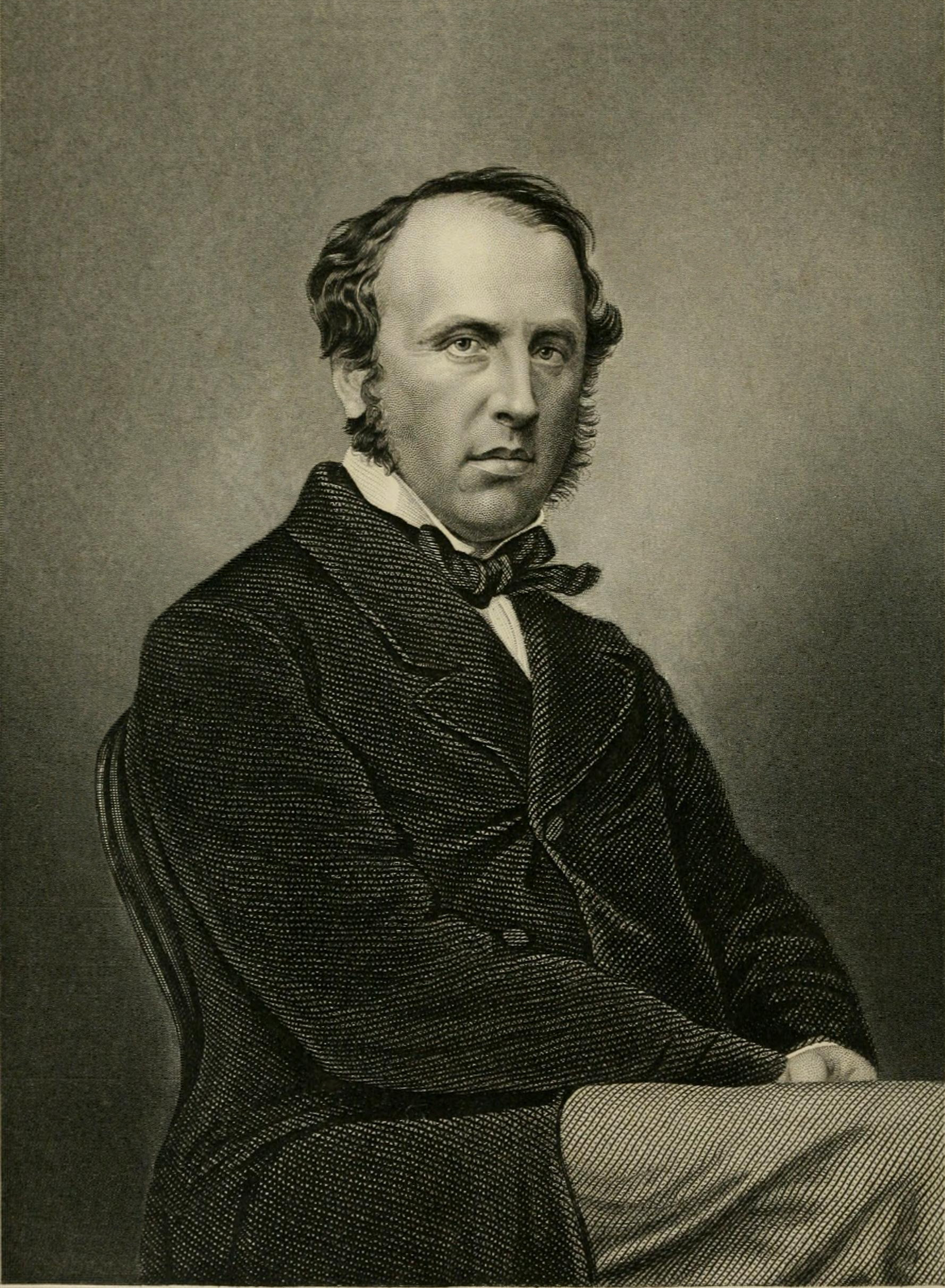
Portrait de Charles Canning.

Fils du premier ministre George Canning, il est étudiant à la Christ Church d'Oxford.
Il est élu en 1836 a la Chambre des communes pour le comté de Warwick (Angleterre) et passe l'année suivante à la Chambre des lords après la mort de sa mère.
Canning est nommé Sous-Secrétaire d’État aux Affaires étrangères en 1841 et le reste jusqu'en 1846, année où il prend brièvement le poste de Premier Commissaire des Bois et Forêts.
En 1847, il devient membre de la Commission royale du British Museum jusqu'en 1849 et obtient en 1853 la fonction de Postmaster General qu'il conserve jusqu'en 1855. En 1856, il est nommé Gouverneur général des Indes et à partir de 1858 Vice-roi des Indes jusqu'en 1862.
Refusant l'établissement d'une politique de représailles, il supprime en 1856 l'Empire moghol et réforme le système judiciaire en créant des cours d'appel à Calcutta, Bombay et Madras. On lui doit aussi la rédaction d'un Code pénal (1860), d'un Code de procédure criminelle et d'un  Code de procédure civile ainsi que des lois sur la propriété foncière.
Canning fonde aussi les universités de Calcutta, Bombay, Madras, Lahore et Allahabad et fait établir dans le pays des voies ferrées.
Après l'insurrection des Cipayes, il fait ériger le mémorial Bibi-Ghar (Siege of Cawnpore (en)).
Il meurt épuisé à son retour à Londres, probablement des suites du paludisme contracté en Inde.
Jules Verne le mentionne dans la première partie (chapitre III) de son roman La Maison à vapeur.
La ville de Canning lui doit son nom.